# Thaumalea caudata
Thaumalea caudata är en tvåvingeart som beskrevs av Mario Bezzi 1913. Thaumalea caudata ingår i släktet Thaumalea och familjen mätarmyggor. Inga underarter finns listade i Catalogue of Life.